# Quargnento
Quargnento är en ort och kommun i provinsen Alessandria i regionen Piemonte i Italien. Kommunen hade 1 409 invånare (2018).